# Jasenovce
Jasenovce (in ungherese Jeszenőc) è un comune della Slovacchia facente parte del distretto di Vranov nad Topľou, nella regione di Prešov.